# Orión Fútbol Club
L'Orión Fútbol Club és un club costa-riqueny de futbol de la ciutat de Desamparados.
Va ser fundat el 26 de juny de 1926 i fou dos cops campió nacional.
Després de molts anys per les categories inferiors, el 2011 el Brujas de primera divisió transferí la seva franquícia a Orión.

## Palmarès
- Lliga costa-riquenya de futbol:[7]
  - 1938, 1944